# Nürburg
Nürburg est une municipalité d'Allemagne située dans le district d'Ahrweiler dans le Land de Rhénanie-Palatinat.
La cité est connue pour son circuit automobile, le Nürburgring, où s'est longtemps déroulé le Grand Prix automobile d'Allemagne, ainsi que pour son festival de rock, le Rock am Ring.
Le château de Nürburg est le monument ancien le plus connu parmi tous ceux de la ville.